# Jamerson Bahia
Jamerson Bahia, pseudonimo di Jamerson Santos de Jesus (Salvador, 9 settembre 1998), è un calciatore brasiliano, difensore del Vitória in prestito dal Coritiba.

## Carriera
Jamerson ha effettuato un provino con l'Avaí all'età di 15 anni senza tuttavia riuscire a superarlo; successivamente si è trasferito a Brasilia, dove non ha trovato alcuna squadra. Nel 2017 è entrato a far parte del Marília inizialmente nella formazione Under-20, salvo essere promosso in prima squadra l'anno seguente.
Nel 2019 è approdato in Portogallo alla Portimonense, inizialmente assegnato alla squadra Under-23. Il 31 luglio 2019, ha firmato per l'União Almeirim che ha aiutato nella promozione nel Campeonato de Portugal.
Nel 2021 è passato al Sertanense, prima di tornare in patria nel febbraio 2022 all'Azuriz. Il 20 luglio è passato in prestito fino alla fine dell'anno al Guarani, squadra di Série B. Il 10 novembre 2022, dopo una stagione da protagonista dove si è laureato miglior assist-man con 7 assist a parimerito con Nenê, il Guarani ha acquistato il 50% dei suoi diritti sportivi per R$ 400.000.
Il 10 aprile 2023 è stato acquistato dal Coritiba, con cui ha firmato un contratto fino al 2025. Sei giorni più tardi ha esordito nella massima divisione brasiliana nella sconfitta per 3-0 contro il Flamengo.

## Statistiche

### Presenze e reti nei club
Statistiche aggiornate al 4 giugno 2023.
| Stagione              | Squadra               | Campionato            | Campionato | Campionato | Coppe nazionali | Coppe nazionali | Coppe nazionali | Coppe continentali | Coppe continentali | Coppe continentali | Altre coppe | Altre coppe | Altre coppe | Totale | Totale | Totale |
| Stagione              | Squadra               | Comp                  | Pres       | Reti       | Comp            | Pres            | Reti            | Comp               | Pres               | Reti               | Comp        | Pres        | Reti        | Pres   | Reti   |        |
| --------------------- | --------------------- | --------------------- | ---------- | ---------- | --------------- | --------------- | --------------- | ------------------ | ------------------ | ------------------ | ----------- | ----------- | ----------- | ------ | ------ | ------ |
| 2018                  | Marília               | A3/SP                 | 18         | 0          |                 | -               | -               |                    | -                  | -                  |             | -           | -           | 18     | 0      |        |
| 2018-2019             | Portimonense          | PL                    | 0          | 0          | CP+CdL          | 0               | 0               |                    | -                  | -                  |             | -           | -           | 0      | 0      |        |
| 2019-2020             | União Almeirim        | CD                    | 19         | 2          | CP              | 1               | 0               |                    | -                  | -                  | TR          | 3           | 1           | 23     | 3      |        |
| 2020-2021             | União Almeirim        | CdP                   | 16         | 1          | CP              | 1               | 0               |                    | -                  | -                  |             | -           | -           | 17     | 1      |        |
| Totale União Almeirim | Totale União Almeirim | Totale União Almeirim | 35         | 3          |                 | 2               | 0               |                    | -                  | -                  |             | 3           | 1           | 40     | 4      |        |
| 2021-2022             | Sertanense            | CdP                   | 14         | 2          | CP              | 2               | 0               |                    | -                  | -                  |             | -           | -           | 16     | 2      |        |
| 2022                  | Azuriz                | A1/PR+D               | 7+12       | 0+1        | CB              | 4               | 0               |                    | -                  | -                  |             | -           | -           | 23     | 1      |        |
| 2022                  | Guarani               | B                     | 19         | 0          |                 | -               | -               |                    | -                  | -                  |             | -           | -           | 19     | 0      |        |
| 2023                  | Guarani               | A1/SP                 | 13         | 1          |                 | -               | -               |                    | -                  | -                  |             | -           | -           | 13     | 1      |        |
| Totale Guarani        | Totale Guarani        | Totale Guarani        | 32         | 1          |                 | -               | -               |                    | -                  | -                  |             | -           | -           | 32     | 1      |        |
| 2023                  | Coritiba              | A                     | 7          | 0          | CB              | 2               | 0               |                    | -                  | -                  |             | -           | -           | 9      | 0      |        |
| Totale carriera       | Totale carriera       | Totale carriera       | 125        | 7          |                 | 10              | 0               |                    | -                  | -                  |             | 3           | 1           | 138    | 8      |        |